# Zhongyun (köpinghuvudort i Kina, Jiangxi Sheng, lat 29,22, long 117,69)
Zhongyun är en köpinghuvudort i Kina. Den ligger i provinsen Jiangxi, i den sydöstra delen av landet, omkring 190 kilometer öster om provinshuvudstaden Nanchang. Antalet invånare är 22 821. Befolkningen består av 11 046 kvinnor och 11 775 män. Barn under 15 år utgör 20,0 %, vuxna 15-64 år 72 %, och äldre över 65 år 7,0 %.
Runt Zhongyun är det ganska tätbefolkat, med 144 invånare per kvadratkilometer. Närmaste större samhälle är Sizhou, 19,6 km söder om Zhongyun. I omgivningarna runt Zhongyun växer i huvudsak blandskog.
Genomsnittlig årsnederbörd är 2 672 millimeter. Den regnigaste månaden är juni, med i genomsnitt 444 mm nederbörd, och den torraste är oktober, med 51 mm nederbörd.